# Šlissel'burg
Šlissel'burg (in russo Шлиссельбург?; nel Medioevo Орешек/Oresek; dal 1944 al 1992 Петрокрепость/Petrokrepost; in svedese: Nöteborg; in finlandese: Pähkinälinna; in tedesco: Schlüsselburg) è una città della Russia dell'Oblast' di Leningrado, sita sulla riva sinistra della Neva, nel punto in cui questa nasce dal lago Ladoga, a 40 km da San Pietroburgo.
La città era stata fondata dai russi verso il 1300 col nome di Petrokrepost, ed era stata conquistata dagli svedesi nel 1611 e ribattezzata Nöteborg. Durante il regno di Pietro I il Grande fu capoluogo del Governatorato di Ingermanland.

## Monumenti e luoghi d'interesse
Su di un'isoletta nel mezzo del fiume, di fronte all'abitato, si trova la fortezza di Orešek, inserita nel 1990 nella Lista dei patrimoni dell'umanità, sotto il patrocinio dell'UNESCO, con la parte vecchia della cittadina di Šlissel'burg.

## Società

### Evoluzione demografica
Abitanti censiti